# Ǎ
Ǎ/ǎ er et A med det diakritiske tegn háček (ˇ), der bruges blandt andet på kinesisk pinyin, når sproget translittereres. Háček ses oftere over C, S og Z (Č, Š og Ž).
På kinesisk er ǎ den tredje tone på mandarin og kendetegner en "faldende-stigende tone". Eksempler, hvor bogstav indgår, kan være: Hǎo (好 - god) og Wǎ (瓦 - flise).
Det er let at komme til at forveksle háček med det diakritiske tegn breve (˘). Háček er en spids, hvor breve er en bue.
| Sprog | Spire Denne artikel om sprog er en spire som bør udbygges. Du er velkommen til at hjælpe Wikipedia ved at udvide den. |